# Episcopia
Episcopia (in lucano A Piscupìa) è un comune italiano di 1 253 abitanti della provincia di Potenza in Basilicata. Il suo territorio fa parte del Parco Nazionale del Pollino.

## Geografia fisica
Il comune di Episcopia si estende nella Basilicata interna, sorge a 530 m s.l.m. nella parte meridionale della provincia di Potenza. Confina con i comuni di: Latronico (13 km), Fardella (14 km), Carbone (15 km), San Severino Lucano (17 km) e Chiaromonte (20 km).
È uno dei comuni della Valle del Sinni, fiume che tocca anche questo comune, e che è stato il protagonista della sua storia.

## Origini del nome
Il nome Episcopia deriva dal greco bizantino επισκοπία, a sua volta dal greco antico ἐπισκοπέω?, episkopéō, "osservare", quindi nel senso di "guardia, vedetta". Una leggenda locale fa riferimento alla protezione di Dio da parte dei santi monaci Cristoforo, Saba e Macario da Collesano, che qui giunsero nel 952 in fuga dalle persecuzioni saracene. Altri pensano al greco bizantino επισκοπή, "vescovado" o επισκοπείον, "città vescovile"; dal momento che Episcopia non è mai stata sede di vescovado, si è pensato che possa voler dire "luogo appartenente al vescovo".

## Storia
Episcopia nacque come una fortezza bizantina per difendere i confini dell'Impero Romano d'Oriente contro le mire espansionistiche dei Longobardi.
Nel 1456 Episcopia con il suo castello, vennero concessi da Giovanni Venceslao Sanseverino conte di Chiaromonte, in suffeudo al nobiluomo Tommaso Succurto di Senise ai suoi eredi e successori. Tommaso, lo trasmise a suo figlio Giovanni che ne era ancora barone nel 1508 quando stipulò i capitoli matrimoniali per sua figlia Sancia Succurto andata in moglie al nobile miles Angelillo Carrano di Diano e questi tennero il feudo per molti anni. 
Dopo la congiura dei baroni del 1486 il feudo venne per qualche tempo assegnato dal re d'Aragona a Camillo Della Porta, Patrizio di Sorrento che lo tenne per breve tempo perché, come detto, nel 1508 ne era barone Giovanni Succurto di Senise. Nel 1515 Antonio Succurto risulta deceduto ed il feudo tenuto da Sancia Succurto e da Angelillo Carrano come tutori del fratello minore di Sancia, di nome Antonio. 
Nel 1624 Episcopia divenne un marchesato e tale restò fino al 1788 quando la Cura Economica del defunto Marchese di Crucoli, consorte della marchesa di Episcopia Regale Della Porta, vendette il feudo retinenti titulo al barone Brancalassi. Il titolo di Marchesi di Episcopia finì per successione nella famiglia Amalfitani di Crucoli a seguito del matrimonio di Regale, ultima della famiglia della Porta con Nicola 6º marchese di Crucoli. Patrono del paese è san Nicola.

### Simboli
Lo stemma e il gonfalone sono stati concessi con decreto del presidente della Repubblica del 10 settembre 1982.
Il gonfalone è un drappo partito di azzurro e di giallo.

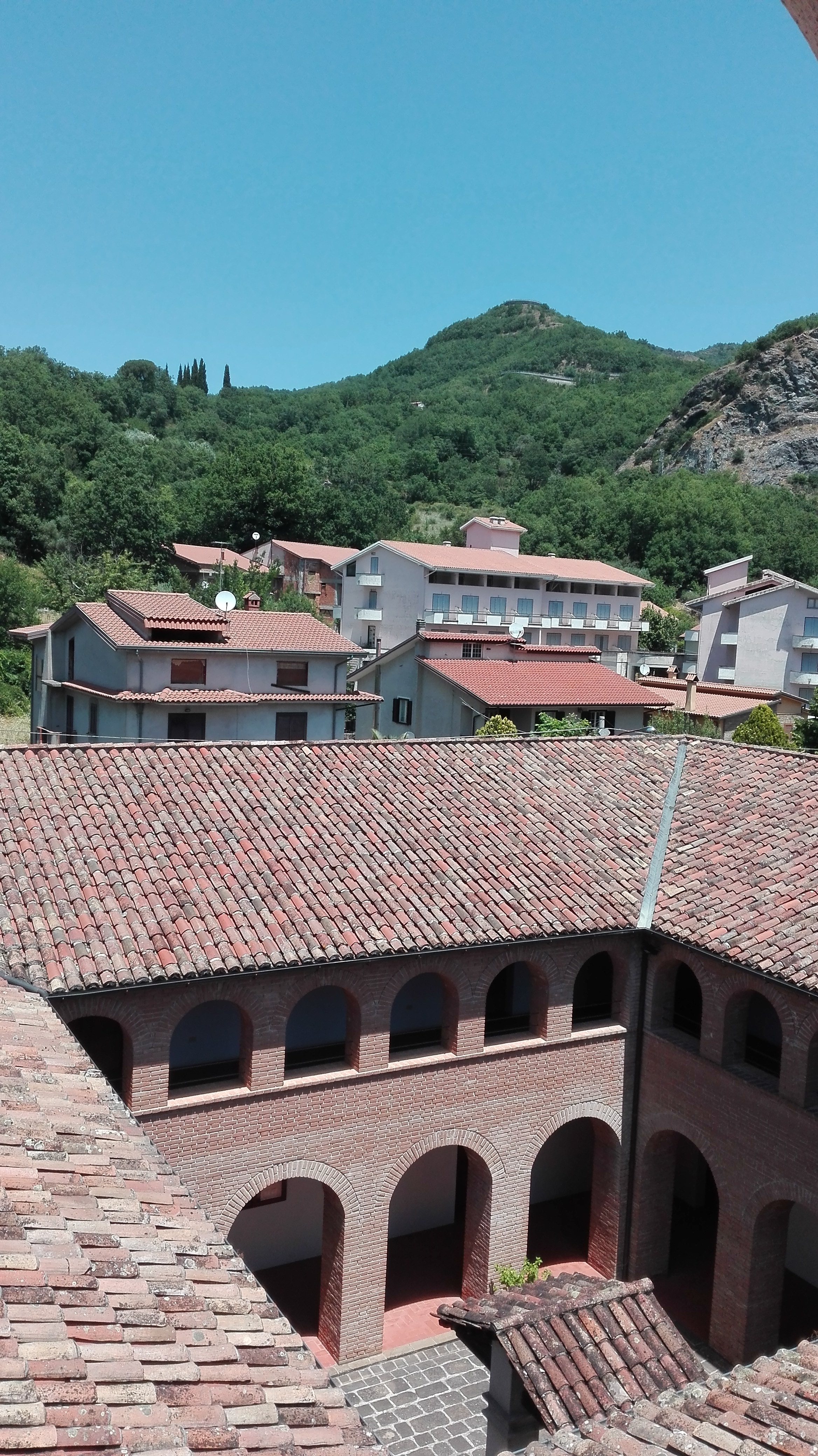
Chiostro del convento di Sant'Antonio

## Monumenti e luoghi d'interesse
- Il Castello venne edificato dai Bizantini nell'VIII secolo. Esso è impiantato sopra uno sperone roccioso e conserva due torri contrapposte e differenti. Fu utilizzato dapprima come fortezza, e venne poi adattato alle esigenze dei vari dominatori, dai normanni agli angioini. Sotto i Normanni (XI secolo) la fortezza fu trasformata in castello; esso fu ampliato e venne eretta una torre cilindrica oltre a quella quadrata. Queste due torri sono ancora oggi visibili ma entrambe non visitabili in quanto hanno subito gravi crolli. Un'ampia gradinata conduce al grande portale, su cui vi sono tracce di affreschi raffiguranti stemmi nobiliari delle famiglie feudatarie di Episcopia. In cima alla gradinata, si distinguono ancora i supporti del ponte levatoio.
- Monastero di Santa Maria del Piano, situato a circa tre chilometri dal centro abitato. Questo monastero è stato fondato nel 952 dai Santi Cristoforo, Saba e Macario, seguaci della regola di San Basilio, e venne abitato fino al XVIII secolo prima dai monaci cistercensi, che ne affrescarono la cappella e il refettorio, e poi dai monaci agostiniani colonetani. Le pitture, discretamente conservate, sono assai interessanti (sono presenti scene del Diluvio Universale e altre scene bibliche) e sono attribuite a Giovanni Todisco di Abriola. Annesso alla cappella si trova il chiostro, in condizioni di degrado e abbandono. All'interno di questo monastero, nel periodo compreso tra il 26 luglio e il 5 agosto, viene conservata e venerata la statua della Madonna del Piano, la cui festa si celebra il 5 agosto, quando si snoda una processione ricca di musica, balli, canti e preghiere, dal santuario al centro abitato.
- Il Convento di Sant'Antonio (XVI secolo) è compreso di chiostro e chiesa in ottimo stato. Possiede un campanile decorato a maioliche. La chiesa è caratterizzata da molti stucchi barocchi e nicchie.
- Chiesa Madre di San Nicola di Bari (XVI secolo); restaurata e riaperta al pubblico nel 2011, si sviluppa su tre navate. Rilevante la statua marmorea di San Nicola di Bari, posta in una nicchia centrale al di sopra dell'altare maggiore e una seconda statua dedicata al Vescovo di Mira, lignea e di pregevole fattura. Ha un posto privilegiato la statua della Madonna del Piano, situata in una nicchia all'interno di un cappellone lungo la navata sinistra: qui la statua viene conservata durante tutto l'anno, ad eccezione del periodo della festa. La chiesa inoltre conserva: un dipinto su tela raffigurante l'Annunciazione del sec. XVI, una tavola raffigurante la Madonna con il Bambino (Madonna Nera), forse del XVI sec., riproduzione da un'icona bizantina, tracce di affreschi del sec. XVII, un altare in stucco con due statue policrome e decorazioni ricche del sec. XVI.
- Oasi di Maria SS.ma del Piano: lungo la via che conduce al monastero di Santa Maria del Piano, in un'oasi è situata una grande quercia cava al suo interno, in cui, secondo antica tradizione, è stata ritrovata da un gruppo di mietitori la statua lignea della molto venerata Madonna del Piano.
- Chiesetta dell'Addolorata, già Cappella gentilizia dei Guerriero.
- Cappella di S. Rocco, già cappella gentilizia dei De Salvo, del sec. XVIII.
- Palazzo Frabasile, sec. XIX. Particolarmente bello il portale scolpito in pietra del sec. XVIII-XIX, opera di scalpellini locali.
- Palazzo Cocchiararo-Frabasile, sec. XV.
- Palazzo Guerriero con soffitti originali in legno.
- Palazzo De Salvo.
- Palazzo Verderosa.

## Società

### Storia
All'inizio del Novecento, una gran parte degli abitanti di Episcopia si trasferì in diverse regioni d'Italia ed emigrò in Sud America.

### Evoluzione demografica
Abitanti censiti

## Amministrazione
Di seguito è presentata una tabella relativa alle amministrazioni che si sono succedute in questo comune.
| Periodo | Periodo   | Primo cittadino    | Partito                     | Carica  | Note   |
| ------- | --------- | ------------------ | --------------------------- | ------- | ------ |
| 1950    | 1951      | Pietro Iannibelli  | Partito Comunista Italiano  | Sindaco | [ 13 ] |
| 1952    | 1980      | Ferruccio Ciancio  | Democrazia Cristiana        | Sindaco | [ 13 ] |
| 1980    | 1990      | Carmine Lanziano   | Partito Socialista Italiano | Sindaco | [ 13 ] |
| 1990    | 1997      | Biagio Bonavita    | Partito Socialista Italiano | Sindaco | [ 13 ] |
| 1997    | 2007      | Antonio Iannibelli | Lista civica                | Sindaco | [ 13 ] |
| 2007    | 2017      | Biagio Costanzo    | Lista civica                | Sindaco | [ 13 ] |
| 2017    | 2022      | Egidio Vecchione   | Lista civica}               | Sindaco | [ 13 ] |
| 2022    | in carica | Egidio Vecchione   | Lista civica                | Sindaco | [ 13 ] |

### Gemellaggi
- Oliveto Citra, dal 2019